# Yūsuke Maruhashi
Yūsuke Maruhashi (丸橋 祐介?, Maruhashi Yūsuke; Osaka, 2 settembre 1990) è un ex calciatore giapponese, di ruolo difensore.

## Caratteristiche tecniche
Mancino di piede, è un terzino sinistro che all'occorrenza può essere impiegato sia come difensore centrale che come esterno sinistro di centrocampo.

## Statistiche

### Presenze e reti nei club
Statistiche aggiornate al 10 luglio 2024.
| Stagione            | Squadra             | Campionato          | Campionato | Campionato | Coppe nazionali | Coppe nazionali | Coppe nazionali | Coppe continentali | Coppe continentali | Coppe continentali | Altre coppe | Altre coppe | Altre coppe | Totale | Totale | Totale |
| Stagione            | Squadra             | Comp                | Pres       | Reti       | Comp            | Pres            | Reti            | Comp               | Pres               | Reti               | Comp        | Pres        | Reti        | Pres   | Reti   |        |
| ------------------- | ------------------- | ------------------- | ---------- | ---------- | --------------- | --------------- | --------------- | ------------------ | ------------------ | ------------------ | ----------- | ----------- | ----------- | ------ | ------ | ------ |
| 2010                | Cerezo Osaka        | J1                  | 24         | 2          | CG+CdL          | 3+4             | 1+1             | -                  | -                  | -                  | -           | -           | -           | 31     | 4      |        |
| 2011                | Cerezo Osaka        | J1                  | 32         | 1          | CG+CdL          | 4+1             | 0               | ACL                | 8                  | 0                  | -           | -           | -           | 45     | 1      |        |
| 2012                | Cerezo Osaka        | J1                  | 24         | 1          | CG+CdL          | 4+6             | 0               | -                  | -                  | -                  | -           | -           | -           | 34     | 1      |        |
| 2013                | Cerezo Osaka        | J1                  | 31         | 0          | CG+CdL          | 2+8             | 0+1             | -                  | -                  | -                  | -           | -           | -           | 41     | 1      |        |
| 2014                | Cerezo Osaka        | J1                  | 33         | 3          | CG+CdL          | 3+2             | 0               | ACL                | 7                  | 0                  | -           | -           | -           | 45     | 3      |        |
| 2015                | Cerezo Osaka        | J2                  | 39+2       | 0          | CG              | 0               | 0               | -                  | -                  | -                  | -           | -           | -           | 41     | 0      |        |
| 2016                | Cerezo Osaka        | J2                  | 40+2       | 1+0        | CG              | 3               | 1               | -                  | -                  | -                  | -           | -           | -           | 45     | 2      |        |
| 2017                | Cerezo Osaka        | J1                  | 33         | 1          | CG+CdL          | 4+6             | 0+2             | -                  | -                  | -                  | -           | -           | -           | 43     | 3      |        |
| 2018                | Cerezo Osaka        | J1                  | 33         | 6          | CG+CdL          | 2+0             | 0               | ACL                | 3                  | 0                  | SG          | 1           | 0           | 39     | 6      |        |
| 2019                | Cerezo Osaka        | J1                  | 32         | 2          | CG+CdL          | 1+0             | 0               | -                  | -                  | -                  | -           | -           | -           | 33     | 2      |        |
| 2020                | Cerezo Osaka        | J1                  | 31         | 1          | CdL             | 3               | 1               | -                  | -                  | -                  | -           | -           | -           | 34     | 2      |        |
| 2021                | Cerezo Osaka        | J1                  | 33         | 1          | CG+CdL          | 3+4             | 0               | ACL                | 6                  | 1                  | -           | -           | -           | 46     | 2      |        |
| 2022                | Cerezo Osaka        | J1                  | 5          | 0          | CG+CdL          | 0+3             | 0               | -                  | -                  | -                  | -           | -           | -           | 8      | 0      |        |
| gen.-mag. 2023      | BG Pathum Utd       | TPL                 | 14         | 0          | CT+TFA          | 4+2             | 0               | -                  | -                  | -                  | -           | -           | -           | 20     | 0      |        |
| giu.-dic. 2023      | Cerezo Osaka        | J1                  | 0          | 0          | CG+CdL          | 0               | 0               | -                  | -                  | -                  | -           | -           | -           | 0      | 0      |        |
| Totale Cerezo Osaka | Totale Cerezo Osaka | Totale Cerezo Osaka | 394        | 19         |                 | 66              | 7               |                    | 24                 | 1                  |             | 1           | 0           | 485    | 27     |        |
| 2024                | Sagan Tosu          | J1                  | 13         | 0          | CG+CdL          | 1+0             | 0               | -                  | -                  | -                  | -           | -           | -           | 14     | 0      |        |
| Totale carriera     | Totale carriera     | Totale carriera     | 421        | 19         |                 | 73              | 7               |                    | 24                 | 1                  |             | 1           | 0           | 519    | 27     |        |

## Palmarès

### Club

#### Competizioni nazionali
- Coppa J. League: 1

Cerezo Osaka: 2017
- Coppa dell'Imperatore: 1

Cerezo Osaka: 2017
- Supercoppa del Giappone: 1

Cerezo Osaka: 2018